# Vedde
Vedde er en by i Sydvestsjælland med 250 indbyggere  (2024) beliggende i Sorø Kommune, Region Sjælland.
Vedde er en udpræget stationsby-bebyggelse fra 1900-20’erne, vokset op omkring Vedde Station (opført i 1901) på Høng-Tølløse Jernbane. Den udgjorde et trafikknudepunkt mellem denne og den senere anlagte Sorø-Vedde bane (1903-50).
Markante bygninger i byen er det tidligere andelsmejeri og forsamlingshus (opført i 1904) syd for bykernen, hotel og købmandsforretning (opført i 1925) ved banen og beboelseshuse samt værksteder og butikker i karakteristisk stationsbystil. Øst for bykernen er der en lille bebyggelse omkring vindmøllen (nu revet ned) og dens bygningskompleks.
I byen har en privat mand anlagt en knap 25.000 m2 stort haveanlæg med koikarper, eksotiske planter og et vandfald kaldet Zen Garden.